# Trifolium sect. Involucrarium
Trifolium sect. Involucrarium ist eine Sektion in der Gattung Klee (Trifolium). Mit 26 Arten in Amerika ist sie die drittgrößte Sektion der Gattung. Die Arten sind in zwei Untersektionen Involucrarium und Physosemium  aufgeteilt. Hauptkennzeichen der Sektion sind die Gestalt der Kelchzähne, die Zähne an den Nebenblättern und die ausgeprägten Hüllblätter.

## Beschreibung
Arten der Sektion Involucrarium sind einjährige oder ausdauernde krautige Pflanzen. Die Blütenstände sind gestielt und schirmartig. Die Einzelblüten stehen in Wirbeln. Bei einigen Arten sind die Blütenstände wenigblütig.
Die Nebenblätter sind tief gezähnelt, gesägt, eingeschnitten oder gelappt und nur in Ausnahmen ganzrandig. Hüllblätter sind vorhanden und tief in 2 bis 15 Lappen eingeschnitten. Die Lappen sind gezähnelt, eingeschnitten oder ganzrandig. Die Blüten der inneren Wirbel haben kleine Tragblätter.
Blütenstiele fehlen oder sind sehr kurz. Der Kelch ist 5- bis 20-nervig. Er verdickt sich bei einigen Arten während der Fruchtreife. Die Kelchzähne sind ungleich, manchmal eingeschnitten, gegabelt oder verzweigt. Bei einigen Arten verdickt sich die Fahne während der Fruchtreife und schließt die Hülsenfrucht ein. Die Hülse ist gestielt oder sitzend und ein- bis achtsamig.

## Verbreitung
Kleearten der Sektion Involucrarium finden sich ausschließlich Nord- und Südamerika.

## Systematik
Die Typusart der Sektion ist Trifolium wormskioldii. Die Arten der Sektion Involucrarium und ihre Zuordnung nach Michael Zohary und David Heller sind:
| - Sektion Involucrarium Hook. - Untersektion Involucrarium - - Trifolium antucoensis Heller - Trifolium buckwestiorum Isely - Trifolium chilense Hook. et Arn. - Trifolium microcephalum Pursh - Trifolium microdon Hook. et Arn. - Trifolium monanthum A.Gray - Trifolium mucronatum Willd. ex Spreng. - Trifolium obtusiflorum Hook.f. - Trifolium oliganthum Steud. - Trifolium pinetorum Greene - Trifolium polyodon Greene - Trifolium siskiyouense J.M.Gillett - Trifolium triaristatum Bert. ex Colla - Trifolium trichocalyx Heller - Trifolium tridentatum Lindl. - Trifolium variegatum Nutt. - Trifolium vernum Phil. - Trifolium wigginsii Gillett - Trifolium wormskioldii Lehm. - Untersektion Physosemium (Lojac.) Heller et Zoh. - - Trifolium barbigerum Torr. - Trifolium cyathiferum Lindl. - Trifolium depauperatum Desv. - Trifolium fucatum Lindl. - Trifolium jokerstii Vincent & Rand.Morgan - Trifolium minutissimum Heller et Zoh. - Trifolium physanthum Hook. et Arn. |